# Pic del Remei (Xelva)
|  | No s'ha de confondre amb Pic del Remei (serra del Negrete). |

El Pic del Remei (en castellà Pico del Remedio) és una muntanya situada al nord terme municipal de Xelva, a la comarca dels Serrans (País Valencià). Fa 1.053 metres d'altitud, tot i que no és la muntanya més alta del terme municipal. Disposa d'un accés fàcil i vistes panoràmiques de tota la comarca.